# Memphis (mythologie)
Pour les articles homonymes, voir Memphis.
Dans la mythologie grecque, Memphis (en grec ancien Μέμφις / Mémphis) est l'héroïne éponyme de la ville de Memphis en Égypte.
Fille du Nil d'après le pseudo-Apollodore, elle épouse Épaphos, fondateur de Memphis, et lui donne une fille, Libye. Chez Diodore de Sicile en revanche, elle est fille d'Uchorée, roi fondateur de Memphis, et s'unit au Nil (changé en taureau) dont elle conçoit Égyptos.